# R U Still Down? (Remember Me)
Az R U Still Down? (Remember Me) Tupac Shakur amerikai rapper második posztumusz albuma. Tupac halála előtti, jórészt börtönbe kerülése előtt felvett számait tartalmazza, de új formában, szinte az összes szám újra lett mixelve, új alappal. Ez volt az egyetlen olyan posztumusz kiadás, mely még hű maradt közreműködőiben és zenei formájában az eredeti változatokhoz. A lemezről két kislemez jelent meg videóklippel, a Do for Love és az I Wonder If Heaven Got a Ghetto.

## Számok

### 1. CD
1. Redemption (Intro)
2. Open Fire
3. R U Still Down? (Remember Me)
4. Hellrazor
5. Thug Style
6. Where Do We Go From Here (Interlude)
7. I Wonder If Heaven Got a Ghetto
8. Nothing to Lose
9. I'm Gettin Money
10. Lie to Kick It
11. Fuck All Y'all
12. Let Them Thangs Go
13. Definition of a Thug Nigga

### 2. CD
1. Ready 4 Whatever
2. When I Get Free
3. Hold on Be Strong
4. I'm Losin It
5. Fake Ass Bitches
6. Do for Love
7. Enemies with Me
8. Nothin but Love
9. 16 on Death Row
10. I Wonder if Heaven Got a Ghetto [Hip-Hop Version]
11. When I Get Free II
12. Black Starry Night (Interlude)
13. Only Fear of Death